# Regulacija terapeutskih dobara
Regulacija terapeutskih dobara, lekova i terapeutskih uređaja, varira u zavisnosti od nadležnosti. U nekim zemljama, kao što su Sjedinjene Američke Države, ona su regulisana na nacionalnom nivou jednom agencijom.. U drugim zemljama regulacija se vrši na državnom nivou, ili na državnom i nacionalnim nivoima putem više organizacija, kao što je to slučaj u Australiji
Uloga regulacije terapeutskih dobara je prvenstveno zaštita zdravlja i bezbednosti populacije. Aktivnosti regulatornih agencija su usredsređene na osiguravanje bezbednosti, kvaliteta, i efikasnosti terapeutskih dobara. U većini slučajeva terapeutska dobara moraju da budu registrovana pre nego što im se dozvoli izlazak na tržište. Obično postoji određeni stepen ograničenja dostupnosti pojedinim terapeutskim dobrima u zavisnosti od njihovog rizika za korisnike.

## Literatura
- Health Canada: Drugs and Health Products. Ottawa, Ontario: Health Canada. 2000.  0-662-29208-1. Приступљено 2. 7. 2010.

## Spoljašnje veze
- Central Indijska organizacija za kontrolu standarda lekova